# Hogna travassosi
Hogna travassosi este o specie de păianjeni din genul Hogna, familia Lycosidae. A fost descrisă pentru prima dată de Mello-leitao, 1939. Conform Catalogue of Life specia Hogna travassosi nu are subspecii cunoscute.